# ミューラー・ヒントン寒天培地
ミューラー・ヒントン寒天培地（ミューラー・ヒントンカンテンバイチ、英: Mueller-Hinton agar）とは一般に抗生物質感受性試験に使用される微生物学的増殖培地の一つ。ミューラー・ヒントン寒天培地はまたナイセリアやモラクセラの分離・維持用に使用されることがある。
ミューラー・ヒントン寒天培地は以下の成分を含む(w/v)。
- 30.0% （牛）肉浸出物
- 1.75% カゼイン（酸加水分解物）
- 0.15% デンプン
- 1.7% 寒天

pHは25℃において中性を調整する。
連鎖球菌の感受性試験を行う場合、5%ヒツジ血液を加えることがある。